# The New Age
The New Age è un album dei Canned Heat pubblicato nel 1973. È il primo lavoro nel quale figurano James Shane ed Ed Beyer.

## Tracce
1. Keep It Clean (Bob Hite) - 2:46
2. Harley Davidson Blues (James Shane) - 2:38
3. Don't Deceive Me (Hite) - 3:12
4. You Can Run, But You Sure Can't Hide (Ed Beyer) - 3:15
5. Lookin' for My Rainbow (Shane) - 5:24
6. Rock and Roll Music (Hite) - 2:29
7. Framed (Jerry Leiber, Mike Stoller) - 5:07
8. Election Blues (Beyer) - 6:04
9. So Long Wrong (Shane) - 5:36

## Formazione

### Gruppo
- Bob Hite – voce
- James Shane – chitarra
- Henry Vestine – chitarra solista
- Richard Hite – bassochitarra
- Fito de la Parra – batteria
- Ed Beyer - pianoforte

### Altri musicisti
- Clara Ward - voce in Lookin' For My Rainbow

### Produzione
- John Stronach